# Attil
Attil, en arabe : عتيل, est une ville du gouvernorat de Tulkarem en Palestine, au nord-ouest de la Cisjordanie. Elle est située à 12 kilomètres au nord-est de Tulkarem. Selon le recensement du Bureau central palestinien des statistiques, la localité compte une population de 10 367 habitants en 2017.